# Weohstan
Weohstan ou Wigstan est un personnage du poème vieil-anglais Beowulf.

## Étymologie
Son nom se compose des éléments vieil-anglais weoh « combat » et stan « pierre ».

## Histoire
Membre du clan des Wægmundings, Weohstan est le père de Wiglaf, compagnon du héros Beowulf dans son ultime combat contre le dragon. Le poète rapporte l'histoire de Weohstan lorsqu'il décrit les armes (heaume, cotte de mailles et épée) qu'utilise Wiglaf dans ce combat. Elles appartenaient au prince suédois Eanmund, qui a été tué par Weohstan pour le compte du roi Onela. Bien que ce dernier soit l'oncle d'Eanmund, il ne poursuit pas Weohstan d'une faide et lui confirme au contraire la possession des armes de son neveu. Établi chez les Geats à la fin de sa vie, Weohstan meurt de vieillesse en léguant ces armes à son fils Wiglaf (vers 2602-2625).
Beowulf s'adresse à Wiglaf comme à un membre de sa famille, ce qui suggère un lien de parenté entre Weohstan et lui. Norman E. Eliason propose que Weohstan ait épousé une sœur de Beowulf, ce qui ferait de Wiglaf le neveu du héros. Cette hypothèse laisse Frederick M. Biggs sceptique.

## Parallèles
Un poème norrois, la Kálfsvísa, préservé de manière incomplète dans le Skáldskaparmál de Snorri Sturluson, mentionne un guerrier nommé Vésteinn qui participe à la grande bataille entre les rois Ali (Onela) et Adils sur les glaces du Vänern. Le nom Vésteinn étant l'équivalent norrois de Weohstan, il pourrait s'agir d'une référence au même personnage.
Un dénommé Wehha apparaît dans les généalogies royales des Est-Angles. Son nom ressemble à une forme hypocoristique de Weohstan.